# Thy Disease
Thy Disease – polska grupa wykonująca początkowo muzykę z pogranicza black i death metalu. Powstała w 1999 roku w Krakowie. Po wydaniu drugiego albumu studyjnego formacja zwróciła się w stronę death metalu z wpływami muzyki elektronicznej.

## Historia
Grupa powstała 1999 roku w Krakowie z inicjatywy znanego z występów w grupie Crionics gitarzysty Dariusza Stycznia. Muzyk do współpracy zaprosił wokalistę Michała „Psycho” Senajko oraz keyboardzistę Jarosława Barana. Tego samego roku w Yaro Home Studio muzycy zarejestrowali pierwsze demo pt. Art of Decadence zawierające cztery autorskie kompozycje oraz interpretację utworu „Frozen” z repertuaru Madonny w którym gościnnie wystąpiła wokalistka Anna Wojtkowiak. Wkrótce potem skład uzupełnili gitarzysta Piotr „Pepo” Woźniakiewicz, basista o pseudonimie „Hiv” oraz perkusista Krystian „Pinocchio” Skowiniak. W grudniu 1999 roku zespół zajął drugie miejsce na przeglądzie Metal Millenium Party, organizowanym przez firmy Vox Mortis oraz Eternal Blackness. Rok później we wrześniu 2000 roku zarejestrowano materiał promo zawierający dwa utwory pt. „Cursed” i „Crashing the Soul”. Wraz z kompozycjami z pierwszego demo, materiał ukazał się na promocyjnym minialbumie grupy.
W styczniu 2001 roku doszło w zespole do zmian personalnych. Nowym basistą został znany z grupy Crionics instrumentalista Marek „Marcotic” Kowalski, do zespołu dołączył ponadto keyboardzista Jakub „Cube” Kubica. Jesienią 2001 roku zespół podpisał kontrakt z Metal Mind Productions opiewający na wydanie trzech albumów. Tego samego roku ukazał się debiutancki album grupy pt. Devilish Act of Creation. Longplay został uznany przez czytelników czasopisma Metal Hammer za debiut roku, zaś w analogicznych podsumowaniach magazynów Mystic Art i Thrash’em All, zajął odpowiednio piątą i szóstą pozycje. W marcu 2002 zespół wystąpił na festiwalu Metalmania, u boku takich grup jak: Paradise Lost, Tiamat, Moonspell, Cannibal Corpse czy Immortal. W czerwcu tego samego roku grupę opuścił perkusista Skowiniak, którego zastąpił Maciej Kowalski. We wrześniu 2002 zarejestrowano drugi album grupy pt. Cold Skin Obsession.
8 września również 2002 roku, wraz z Vader, Krisiun i Decapitated, zespół wystąpił w krakowskim studio telewizyjnym na Krzemionkach. Koncert został zarejestrowany i wydany na płycie DVD i kasecie VHS. Wydawnictwo to pod nazwą Extreme Obsession Live ukazało się w 2004 roku. W międzyczasie zespół opuścił Woźniakiewicz. Na przełomie 2003 i 2004 roku grupa nagrała trzeci album pt. Neurotic World of Guilt. Wydawnictwo spotkało się z pozytywnymi recenzjami zarówno fanów, jak i krytyków, był to również ostatni album firmowany przez Metal Mind Records. W międzyczasie nastąpiła zmiana na stanowisku perkusisty, Kowalskiego zastąpił znany z występów grupie Sceptic Jakub „Cloud” Chmura.
W 2006 roku ukazał się czwarty album grupy zatytułowany Rat Age (Sworn Kinds Final Verses). Na przełomie września i października formacja dała szereg koncertów w ramach Rat Race Tour 2006. W trasie wzięły ponadto udział zespoły Virgin Snatch, Sceptic i Rasta. W 2008 roku formacja rozpoczęła prace nad kolejnym albumem studyjnym. Gościnnie w sesji nagraniowej wziął udział Wacław „Vogg” Kiełtyka – lider grupy Decapitated. Również w 2008 roku grupa nawiązała współpracę z Rafałem Brauerem, który objął stanowisko basisty. W 2009 roku formacja podpisał kontrakt z wytwórnią muzyczną Mystic Production. 30 listopada tego samego roku ukazał się piąty album zespołu zatytułowany Anshur-Za. Podczas koncertów promujących wydawnictwo Michała Senajko zastąpił Sebastian „Sirius” Syroczyński znany z występów w zespole Anal Stench. W 2011 roku formację opuścili Kubica, Senajko oraz Chmura. Nowym wokalistą oficjalnie został Syroczyński, keyboardzistą Piotr „VX” Kopeć z grupy Atrophia Red Sun, basistą Marcin „Novy” Nowak, z kolei Brauer objął stanowisko drugiego gitarzysty. Natomiast funkcję perkusisty objął Paweł „Paul” Jaroszewicz znany z występów w grupie Vader. Jeszcze w 2011 roku Jaroszewicza podczas koncertów zastąpił Łukasz „Lucass” Krzesiewicz – członek formacji Sammath Naur.

## Muzycy
Obecny skład zespołu
- Dariusz „Yanuary” Styczeń – gitara, gitara basowa, programowanie (od 1999)
- Piotr „VX” Kopeć – keyboard (od 2011)
- Andrzej Hejmej – gitara basowa (od 2013)
- Artyom Serdyuk – gitara basowa (2011-2013), gitara (od 2013)
- Ireneusz „Ireq” Gawlik – perkusja (od 2012)
- Marcin „Regis” Parandyk - śpiew (od 2018)

Muzycy koncertowi
- Michał „Waran” Skotniczny – gitara basowa (2004-2008)
- Łukasz „Lucass” Krzesiewicz – perkusja (2011)

Byli członkowie zespołu
- Jarosław „Jaro” Baran – keyboard, programowanie (1999-2001)
- Jakub „Cube” Kubica – keyboard (2001-2011)
- Michał „Psycho” Senajko – śpiew (1999-2011)
- Hiv – gitara basowa (1999-2001)
- Marek „Marcotic” Kowalski – gitara basowa (2001-2004)
- Marcin „Novy” Nowak – gitara basowa (2011-2012)
- Krystian „Pinocchio” Skowiniak – perkusja (1999-2002)
- Maciej „Darkside” Kowalski – perkusja (2002-2005)
- Jakub „Cloud” Chmura – perkusja (2005-2011)
- Paweł „Paul” Jaroszewicz – perkusja (2011-2012)
- Piotr „Pepek” Woźniakiewicz – gitara (1999-2003)
- Rafał „Brovar” Brauer – gitara basowa (sesyjnie, 2008-2011), gitara (2011-2012)
- Sebastian „Sirius” Syroczyński – śpiew (sesyjnie, 2010; od 2011)

## Dyskografia
| Tytuł                              | Dane dot. albumu                                            |
| ---------------------------------- | ----------------------------------------------------------- |
| Art of Decadence (demo)            | - Data: 1999 - Wydawca: wydanie własne                      |
| Devilish Act of Creation           | - Data: 2001 - Wydawca: Metal Mind Productions              |
| Cold Skin Obsession                | - Data: 27 listopada 2002 - Wydawca: Metal Mind Productions |
| Neurotic World of Guilt            | - Data: 28 maja 2004 - Wydawca: Metal Mind Productions      |
| Rat Age (Sworn Kinds Final Verses) | - Data: 25 lutego 2006 - Wydawca: Empire Records            |
| Anshur-Za                          | - Data: 30 listopada 2009 - Wydawca: Mystic Production      |
| Costumes of Technocracy            | - Data: 14 lutego 2014 - Wydawca: Mystic Production         |
| Transhumanism                      | - Data: 19 grudnia 2019 - Wydawca: Creative Music Records   |

## Wideografia
| Tytuł                                    | Dane dot. albumu                                                      |
| ---------------------------------------- | --------------------------------------------------------------------- |
| Extreme Obsession Live                   | - Data: 1 kwietnia 2004 - Wydawca: Metal Mind Productions             |
| Covan Wake the Fuck Up (różni wykonawcy) | - Data: 12 grudnia 2012 - Wydawca: Red Pig Production/Creative/Mystic |

## Teledyski
| Tytuł                 | Rok  | Reżyseria                          | Album                   |
| --------------------- | ---- | ---------------------------------- | ----------------------- |
| „Perfect Form”        | 2002 | Selani Studio                      | Cold Skin Obsession     |
| „Mean, Holy Species”  | 2004 | Mateusz Górecki                    | Neurotic World of Guilt |
| „Slave State”         | 2014 | Marcin Halerz, Red Pig Productions | Costumes of Technocracy |
| „Holographic Reality” | 2014 | Marcin Halerz, Red Pig Productions | Costumes of Technocracy |